# Kenton (Ohio)
Kenton es una ciudad ubicada en el condado de Hardin en el estado estadounidense de Ohio. En el Censo de 2010 tenía una población de 8262 habitantes y una densidad poblacional de 621,59 personas por km².

## Geografía
Kenton se encuentra ubicada en las coordenadas 40°38′40″N 83°36′36″O / 40.64444, -83.61000. Según la Oficina del Censo de los Estados Unidos, Kenton tiene una superficie total de 13.29 km², de la cual 13.05 km² corresponden a tierra firme y (1.83%) 0.24 km² es agua.

## Demografía
Según el censo de 2010, había 8262 personas residiendo en Kenton. La densidad de población era de 621,59 hab./km². De los 8262 habitantes, Kenton estaba compuesto por el 96.21% blancos, el 0.87% eran afroamericanos, el 0.17% eran amerindios, el 0.28% eran asiáticos, el 0.13% eran isleños del Pacífico, el 0.93% eran de otras razas y el 1.4% pertenecían a dos o más razas. Del total de la población el 2.23% eran hispanos o latinos de cualquier raza.